# Christian Dörr

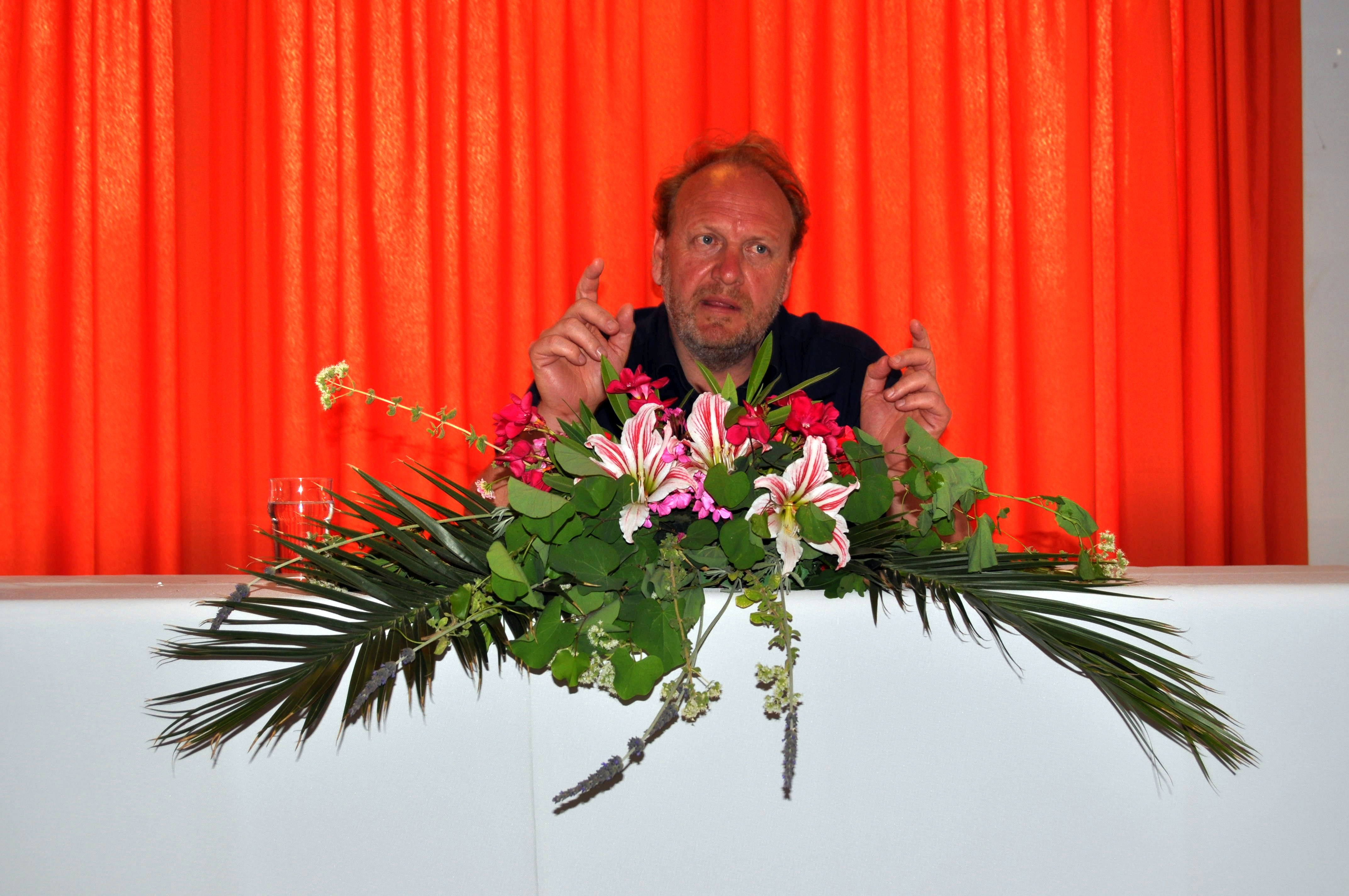
Christian Dörr (2022), Griechisch-Deutsches Literaturfestival, Lesung in Athen

Christian Dörr (* 1967 in Wertheim) ist ein deutscher Schriftsteller und Lehrer.

## Leben
Dörr legte seine Abiturprüfung am humanistischen Ludwigsgymnasium in München ab, gefolgt vom Zivildienst in der individuellen Schwerstbehindertenbetreuung. Er studierte Philosophie, Germanistik, Komparatistik und Orientalistik an der Ludwig-Maximilians-Universität München. Zwischen 1990 und 2005 ausgedehnte Reisen und Aufenthalte im Mittelmeerraum und Vorderem Orient, insbesondere Italien, Türkei und Syrien. Privatstudium der mystischen Traditionen des Sufismus und Hinduismus. 2005 Mitgründer und Leiter des Vereins Hafis e.V., der sich um Bildungschancen junger Migranten im Grundschulbereich kümmert. Er ist ebenfalls als Profilpassberater und Berufsfindungscoach tätig.

## Werk
Bislang veröffentlichte Christian Dörr drei Gedichtbände, die ersten beiden 2019 und 2021 im Anthea-Verlag, Berlin, den dritten 2022 im Verlag der 9 Reiche. Seit 2021 produziert er mit Krunoslav Ruf Gedichtfilme, die auf seinem YouTube-Kanal „Christian Dörr-Poetrycast“ präsentiert werden. Er übersetze die indische Mystikerin Mirabai ins Deutsche, bisher unveröffentlicht. Er ist Herausgeber von Kinderlehrbüchern im Verein Hafis e.V.

## Veröffentlichungen
- Melusinen im Kopf. Gedichte, Berlin, Anthea Verlag, 2019.
- Buddha in Nachbars Garten. Gedichte, Berlin, Anthea Verlag, 2021.
- Bellerophon. Gedichte (mit Linolschnitten von Steffen Büchner), Lyrik-Edition NEUN, Band 10, Berlin, Verlag der 9 Reiche, 2022.